# Barbus unitaeniatus
Barbus unitaeniatus is een  straalvinnige vissensoort uit de familie van eigenlijke karpers (Cyprinidae). De wetenschappelijke naam van de soort is voor het eerst geldig gepubliceerd in 1866 door Günther. De diersoort komt voor in Zimbabwe.
De soort staat op de Rode Lijst van de IUCN als niet bedreigd, beoordelingsjaar 2009.